# 茶黄素
茶黄素（英語：theaflavin），亦稱為「茶黃質」，是存在于红茶中的一种金黄色色素，為茶叶发酵的产物。在生物化学上，茶黄素是一类多酚羟基具苯骈䓬酚酮结构的物质。
因红茶加工烘焙的方法不同，茶黃質佔紅茶乾重的0.3~1.8%, 或可溶分的1.0~5.9 %,水溶液呈橙紅色，對红茶茶湯的明亮和口感強度有絕對的貢獻，更是紅茶重要的品質指標。茶黃質是由特定的兒茶素經多元酚氧化酶催化，聚合而來的。